# Rue d'Aubervilliers
La rue d'Aubervilliers est une rue des 18e et 19e arrondissement de Paris qu'elle sépare (le côté impair de la rue est dans le 18e).

## Situation et accès
Elle va du boulevard Macdonald au boulevard de la Chapelle. Longtemps située dans un quartier délaissé, la rue connaît ces dernières années un renouveau.
La rue, de nos jours, est parallèle aux voies ferrées menant à la gare de Paris-Est sur lesquelles elle donne sur sa partie nord et dont elle n'est séparée sur sa partie sud que par des entrepôts et un jardin public, les jardins d'Éole (côté impair).

## Origine du nom
Elle porte ce nom car originellement c'était un chemin vicinal qui conduisait au village d'Aubervilliers.

## Historique
La partie sud de la rue s'appelait autrefois « rue des Vertus », et la partie nord à partir de la rue Riquet était le chemin de Notre-Dame-des-Vertus. Il marquait la limite des communes de La Chapelle et de La Villette.
Elle porte son nom actuel en 1855 dans toute son étendue. Cette voie menait, jadis, à l'église Notre-Dame-des-Vertus d'Aubervilliers élevée près de la ferme Albert-Villare (Aubervilliers). La rue commençait à la barrière des Vertus, sur le mur des Fermiers généraux. Cette rue, du côté impair, longeait le gazomètre et le Chemin de fer de l'Est.
La première gare de l'Est — qui originellement s'est nommée « embarcadère de Strasbourg » — se situait près de la barrière des Vertus, rue d'Aubervilliers : c'est de là que, le 10 juillet 1849, partit le premier train pour Meaux.
La rue accueillait les entrepôts de la compagnie du Chocolat Menier dont l'usine se trouvait à Noisiel, sur la ligne de Paris-Est à Mulhouse-Ville.
Durant la commune de Paris de 1871, la rue d'Aubervilliers fut couverte de nombreuses barricades,.
Dans les années 1870, est érigé au no 104 le bâtiment des pompes funèbres de Paris. 
À la fin du XXe siècle, l'activité industrielle et les services qui y sont associés périclitent :
- l'usine à gaz de la Villette est fermée en 1956 ;
- les terrains ferroviaires, désaffectés dans les années 1990, sont aménagés en espace vert (jardins d'Éole) ;
- le service des pompes-funèbres, fermé en 1997, est reconverti en établissement culturel (Centquatre-Paris).

L'enclave ferroviaire, en friche, située entre l’entrepôt Ney, la rue d'Aubervilliers, la rue de l'Évangile et la rue de la Chapelle appelé communément « Zac Chapelle-Charbon » doit devenir à partir de 2020, un grand parc urbain, le parc Chapelle-Charbon,,.

La rue d'Aubervilliers à la Belle-Époque
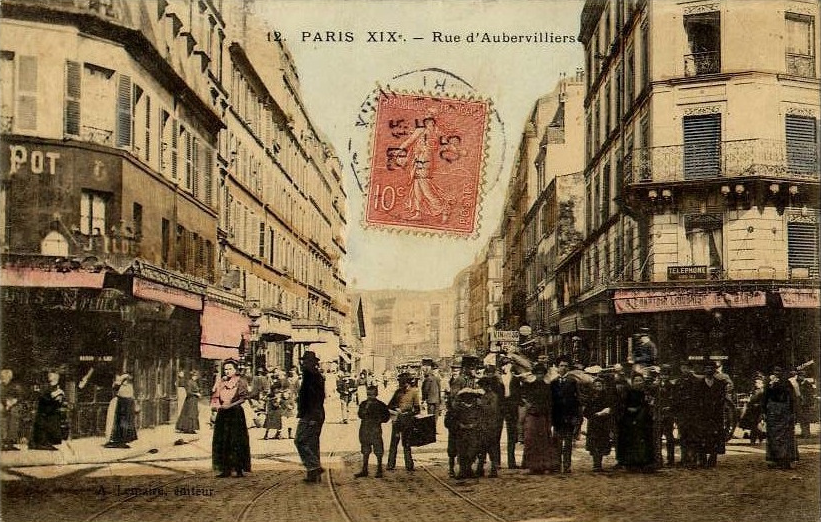
Depuis le boulevard de la Villette.
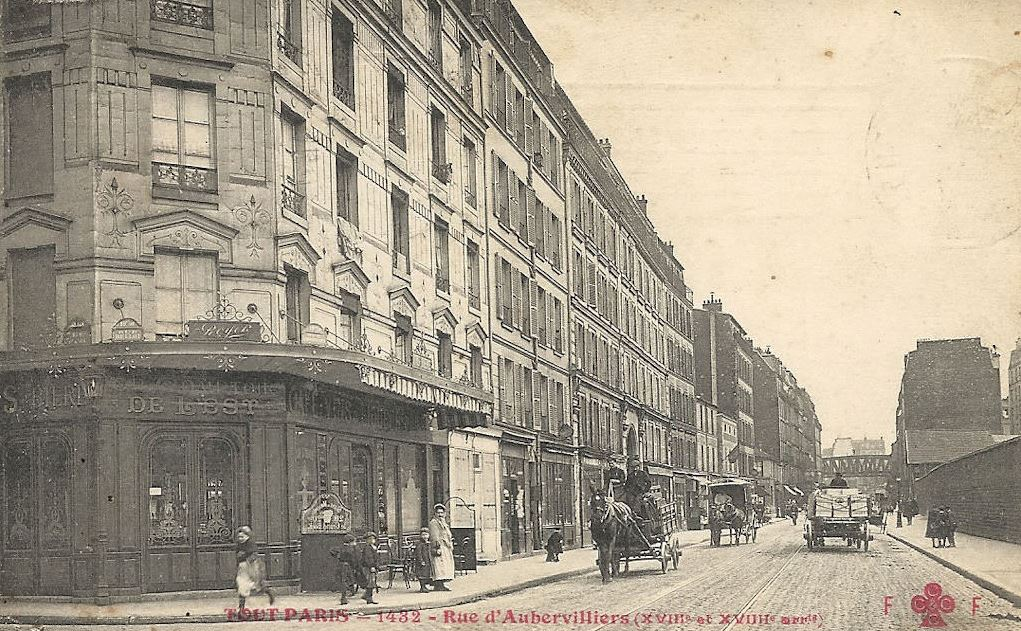
Depuis l'angle de la rue Bellot.
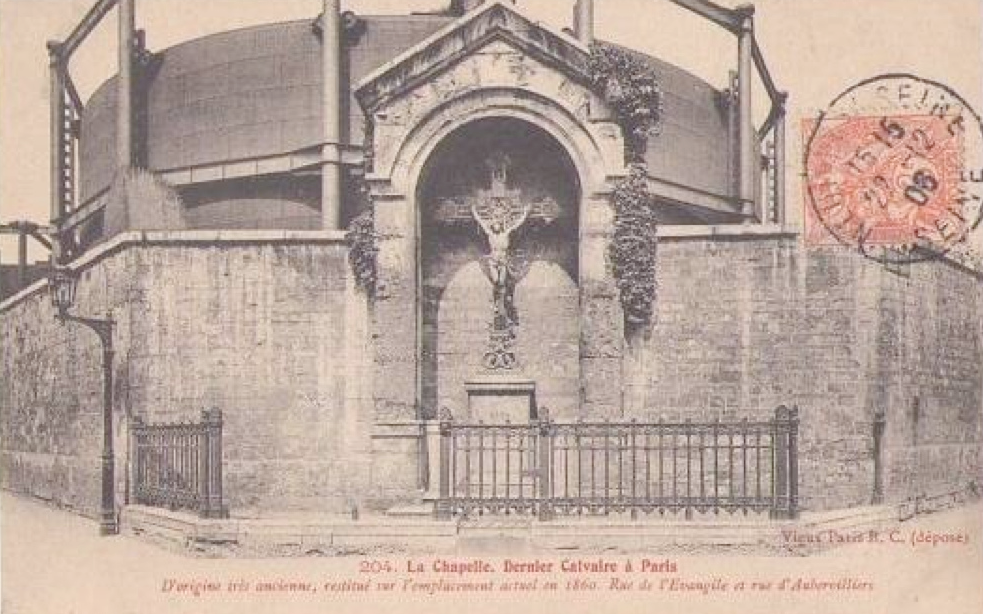
La croix de l'Évangile avec, à l'arrière-plan, l'usine de gaz de la Villette.

En 1962, il y eut plusieurs attentats contre les cafés musulmans de la rue d'Aubervilliers .
Depuis mi 2021 de nombreux toxicomanes errent dans la rue d’Aubervilliers à la suite de leur évacuation du jardin d’Éole ou la mairie de Paris les avait regroupé à la suite de l’évacuation de la place de la bataille de Stalingrad. 

## Bâtiments remarquables et lieux de mémoire
- No 5 : Maurice Thorez a demeuré en 1925 dans un hôtel situé à cette adresse[14].
- No 45 : entrée des jardins d'Éole, parc d'une surface de 4 hectares créé en 2007.
- Nos 62-64 : immeuble de la ville de Paris construit en 1997 par l'architecte François Viseux, dans le style logement-housing[Quoi ?][15]. Emplacement, dans les années 1970, de la Tour Horizon Montmartre, siège des Sociétés Comptoir 2000, Eurovox, centre de formation permanente et de diffusion de matériel pédagogique, de La Gerbe du Temps, commercialisant de la porcelaine de Limoges, services de table numérotés, La Librairie pédagogique audiovisuelle, La Cie Nouvelle La Porcelaine Singer, siège à Limoges, ainsi que Les Maîtres Porcelainiers Limougeauds, également à Limoges. Ce complexe ferma en décembre 1977[16].
- Pont de la rue Riquet
- No 96 : emplacement approximatif du moulin à vent Brice (ou Saint-Brice). Vers 1770, il est transformé en guinguette « Le Chaudron »[17].
- No 104 : au lieu-dit Les Petits Noyers, le Cent Quatre, établissement culturel de la ville de Paris inauguré le 11 octobre 2008. Constitué de deux grandes halles entièrement rénovées et aménagées, il occupe le bâtiment qui a abrité de 1850 à 1867 l'abattoir de la commune de La Villette, puis le service des pompes funèbres de la ville de Paris entre 1874 et 1997.
- No 156 : domicile des terroristes islamistes Chérif et Saïd Kouachi[18].
- Nos 192-212 : se tenait l'ancienne entrée ainsi qu'un hangar de l'usine à gaz de la Villette, construit en 1922 et occupée après la fermeture de l'usine par les services techniques de la ville de Paris[19]. Il s'agissait des derniers vestiges de cette usine ouverte en 1855 et fermée en 1956. Ces éléments ont été détruits en 2019 en vue de la réalisation du projet immobilier Îlot fertile et de l'élargissement de la rue d'Aubervilliers[20].
- Les fondateurs des établissements Pétrossian (caviar et œufs d'esturgeons) possédaient un petit local[Où ?] rue d'Aubervilliers dans les années 1970[21].

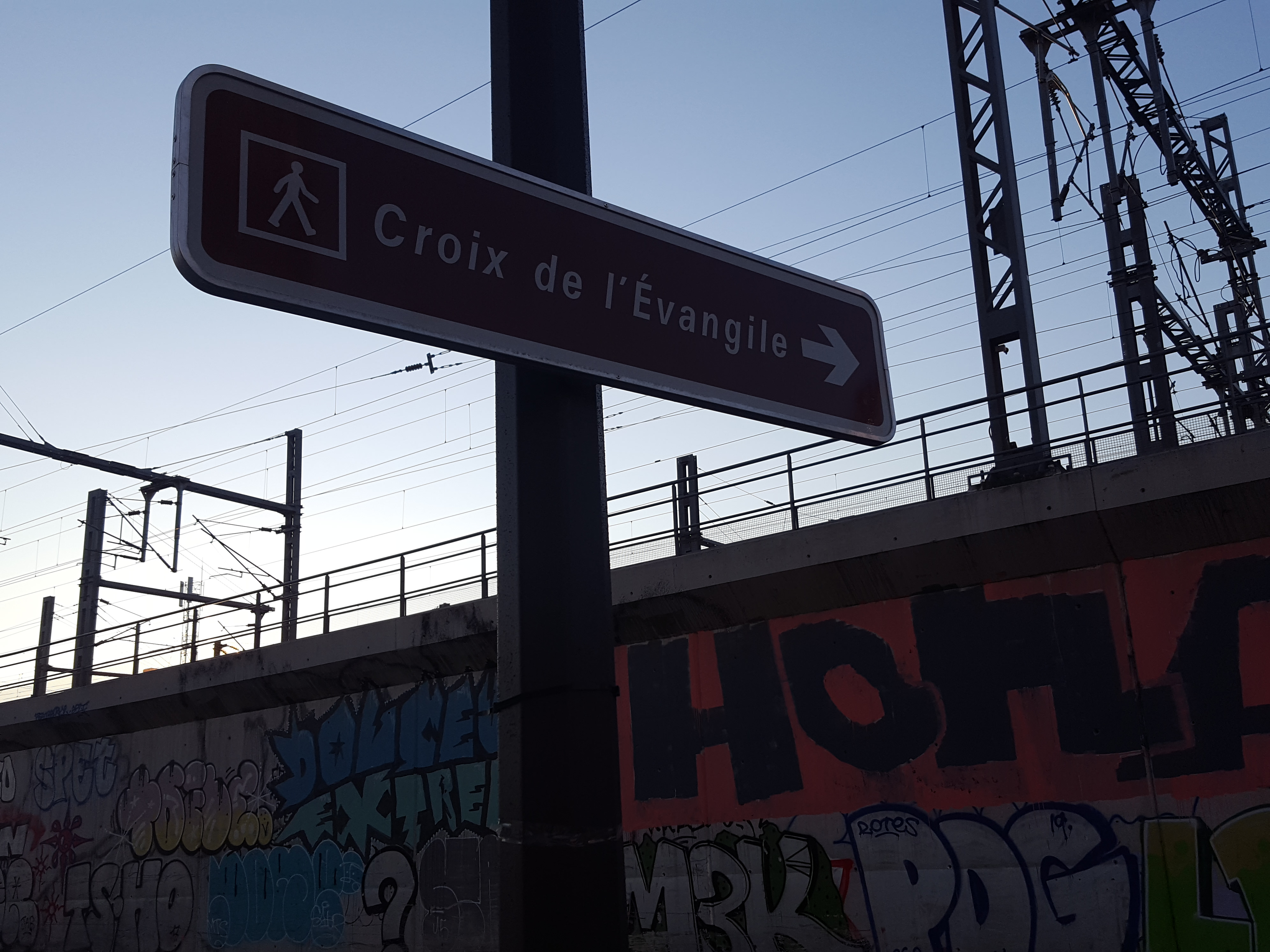
Panneau de la Croix de l'Évangile, à l'intersection des rues d'Aubervilliers, de Crimée et Gaston-Tessier, au niveau du quartier Rosa-Parks.

- Panneau de la Croix de l'Évangile, à l'intersection des rues d'Aubervilliers, de Crimée et Gaston-Tessier, au niveau du quartier Rosa-Parks.À l'intersection avec la rue de l'Évangile est érigée la croix de l'Évangile, la dernière croix de carrefour de Paris, immortalisée par le cinéaste Marcel Carné et le photographe Robert Doisneau[22].

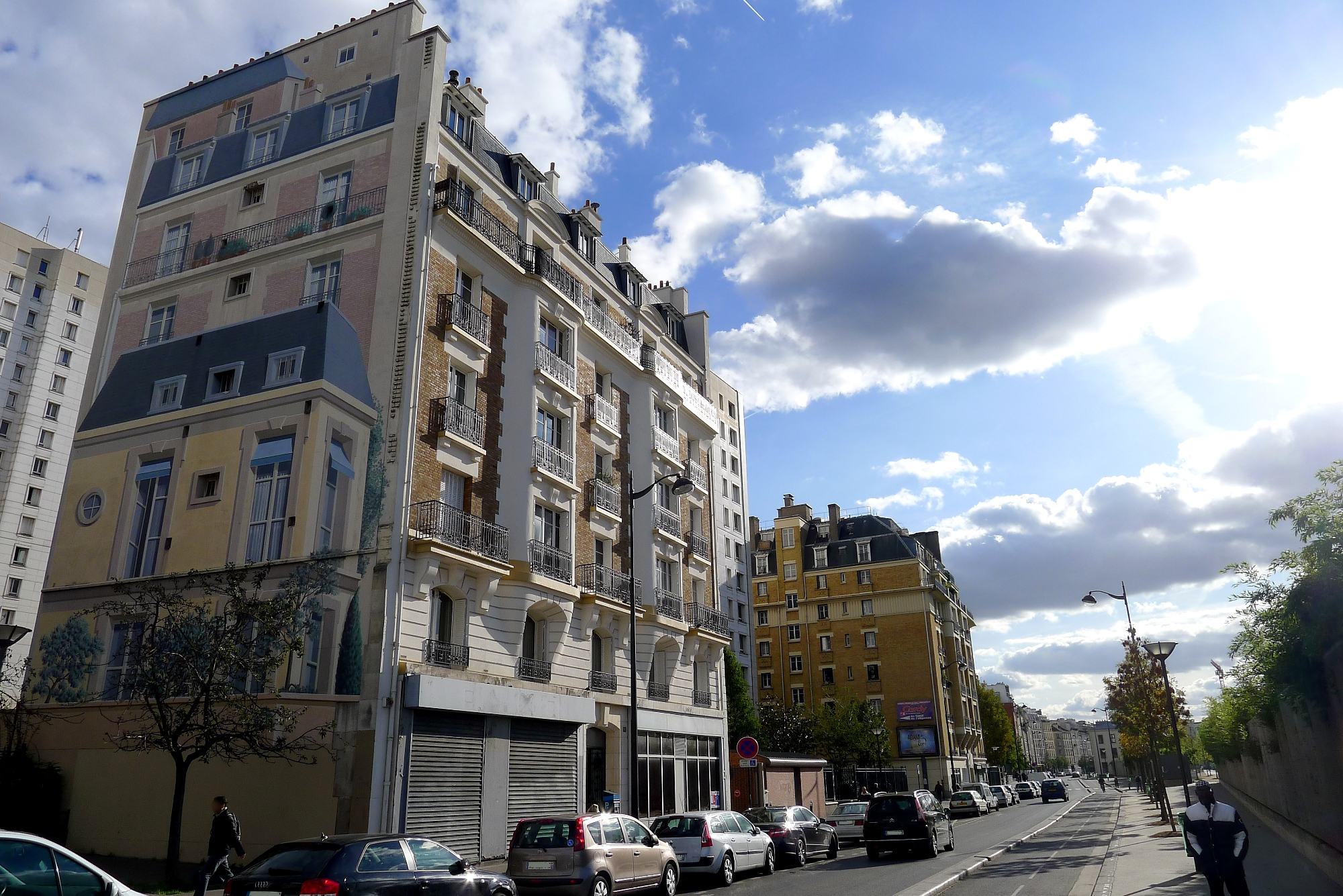
Rue d'Aubervilliers (côté 19e) au niveau des jardins d'Éole situés dans le 18e.
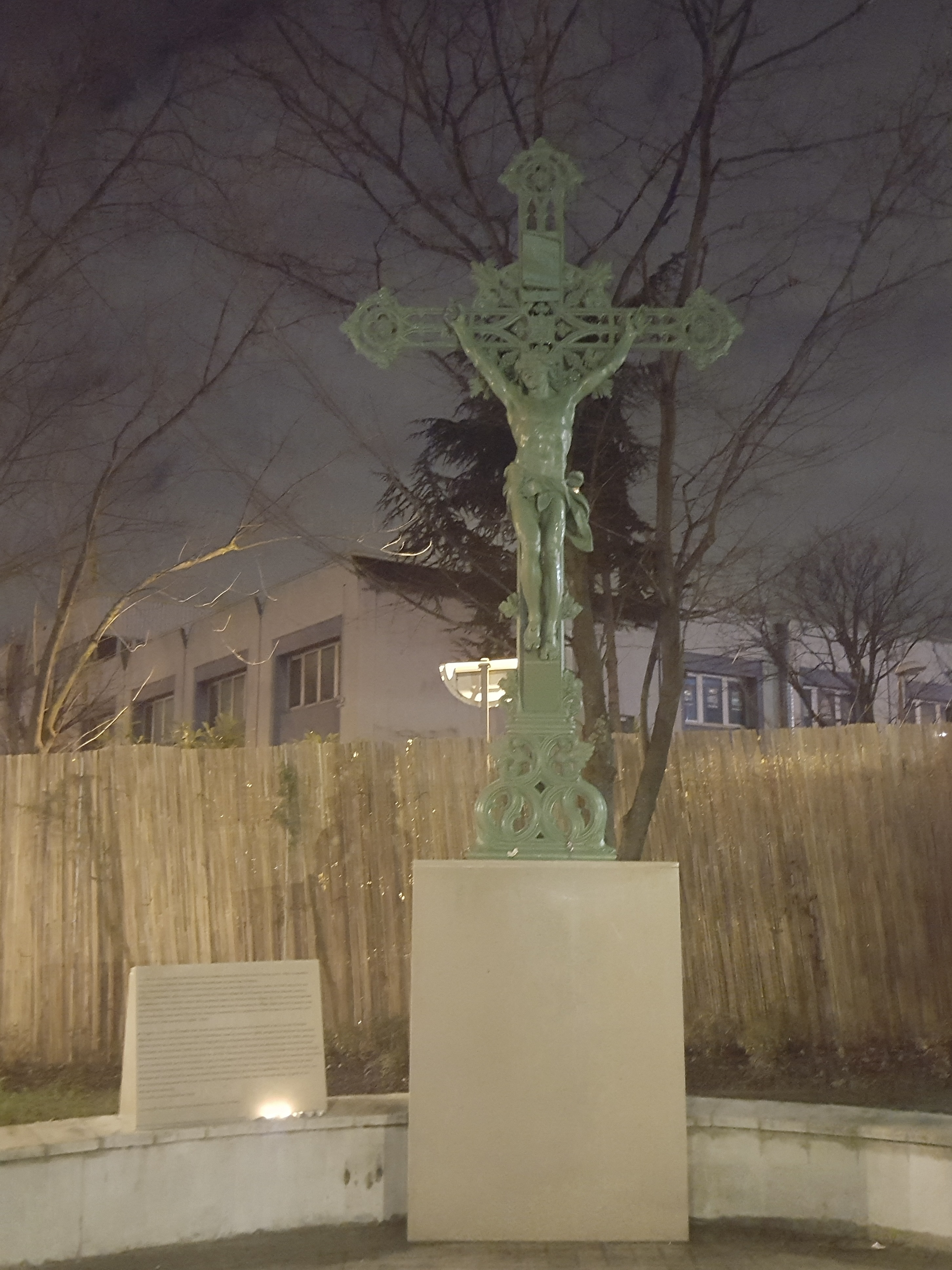
La Croix de l'Évangile de nos jours, à l'intersection de la rue d'Aubervilliers et de la rue de l'Évangile.
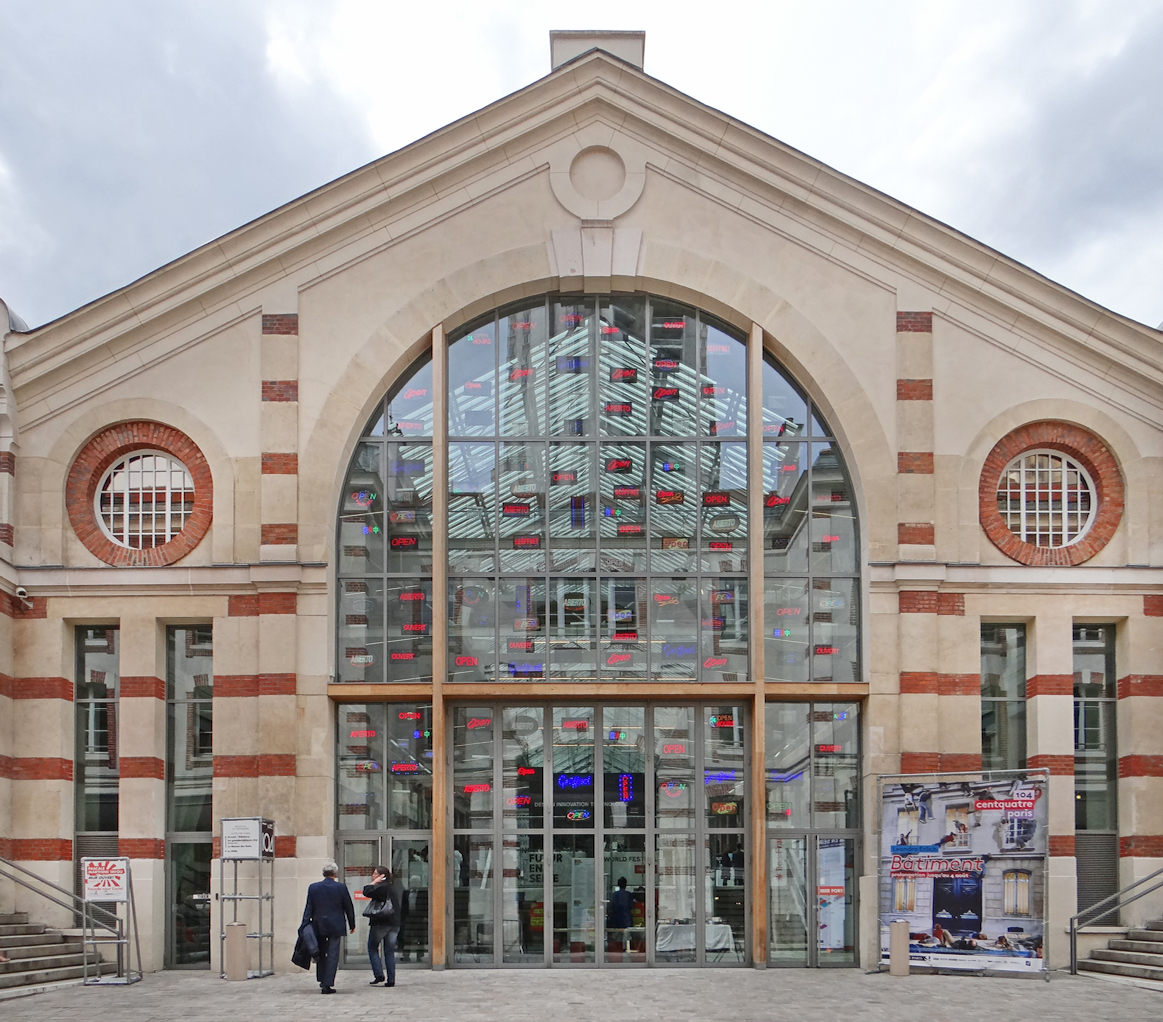
Le Cent Quatre.

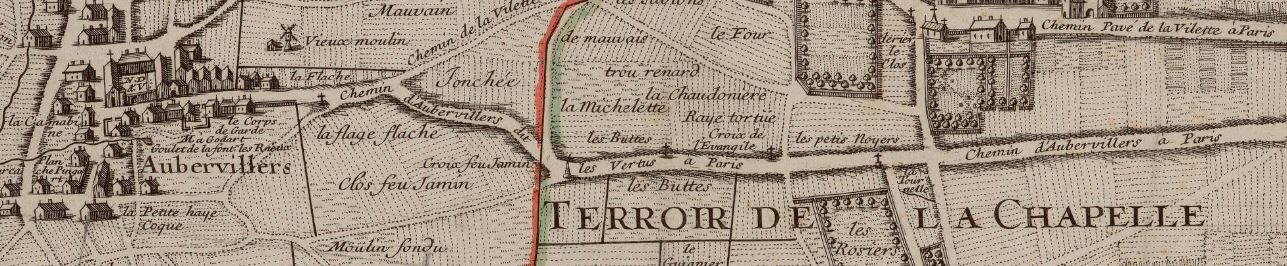
Chemin d'Aubervilliers à Paris, dit des Vertus, sur le plan du terroir de Saint-Denis en France, Inselin et Loriot, 1707.

- En 2015 le projet Rosa Parks fait le mur est lancé le long des murs de la rue d'Aubervilliers, en hommage aux valeurs défendues par Rosa Parks, une fresque de presque 500 mètres de long est réalisée entre octobre et décembre, par cinq artistes : Kashink (Paris), Zepha (Toulouse), Katjastroph (Nantes), Bastardilla (pt) (Bogota) et Tatyana Fazlalizadeh (New York)[23],[24]